# マリー・カザン
マリー・カザン（Marie Cazin、結婚前のフルネーム: Marie Clarisse Marguerite Guillet、1844年9月19日 - 1924年3月18日）はフランスの画家、彫刻家である。より有名な画家、ジャン＝シャルル・カザンの配偶者であった。風景画などを描いた。

## 略歴
ロワール＝アトランティック県のパンブフで、画家ルイ・ギエ（Louis Claude Aristide Guillet）の娘に生まれた。パリの女性のための絵画学校（École Gratuite de Dessin pour les Jeunes Filles）で、ジュリエット・ボヌール（ローザ・ボヌールの妹）とジャン＝シャルル・カザン（1840-1901）に学び、1868年にジャン＝シャルル・カザンと結婚した。よく知られた画家と結婚したことで、画家として知られるようになり、1876年から1889年の間、フランス芸術家展（Salon des Artistes Français）に、はじめは主に風景画を出展し、1886年からは彫刻作品も出展した。1890年からは国民美術協会の展覧会に出展し、1891年に国民美術協会の会員になった。
1889年のパリ万国博覧会の展覧会で金メダルを受賞し、1893年のシカゴ万国博覧会では女性館で作品を展示したフランス女性画家の代表団の一人となった。1901年に夫が亡くなった後に夫の彫像や記念碑を制作した。
マリー・カザンの作品「忘れられた母子（Les Oubliées, Mère et l'enfant）」などが、1905年にイギリスで出版されたウォルター・ショー・スパローの著書「Women Painters of the World」に収録された。

1924年にパ＝ド＝カレー県のエキアン＝プラージュ（Équihen-Plage）で亡くなった。

## 作品

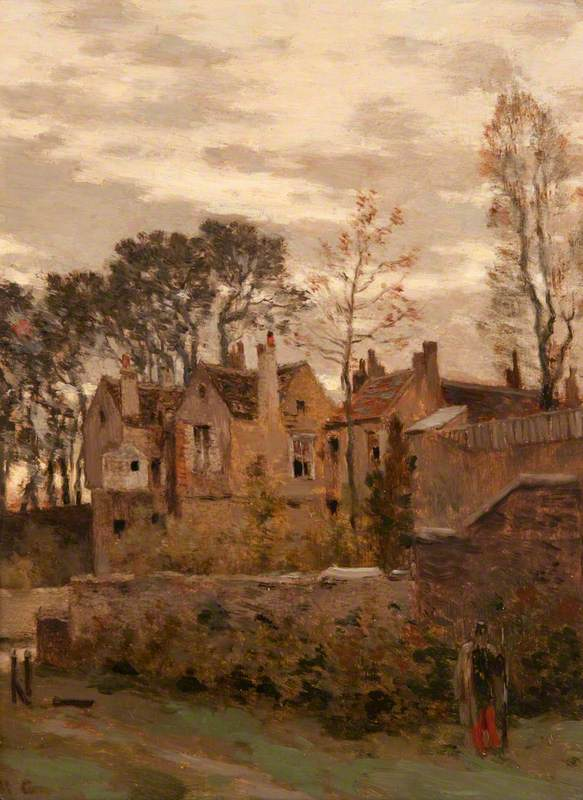
「番兵」(c.1871) Paisley Museum and Art Galleries
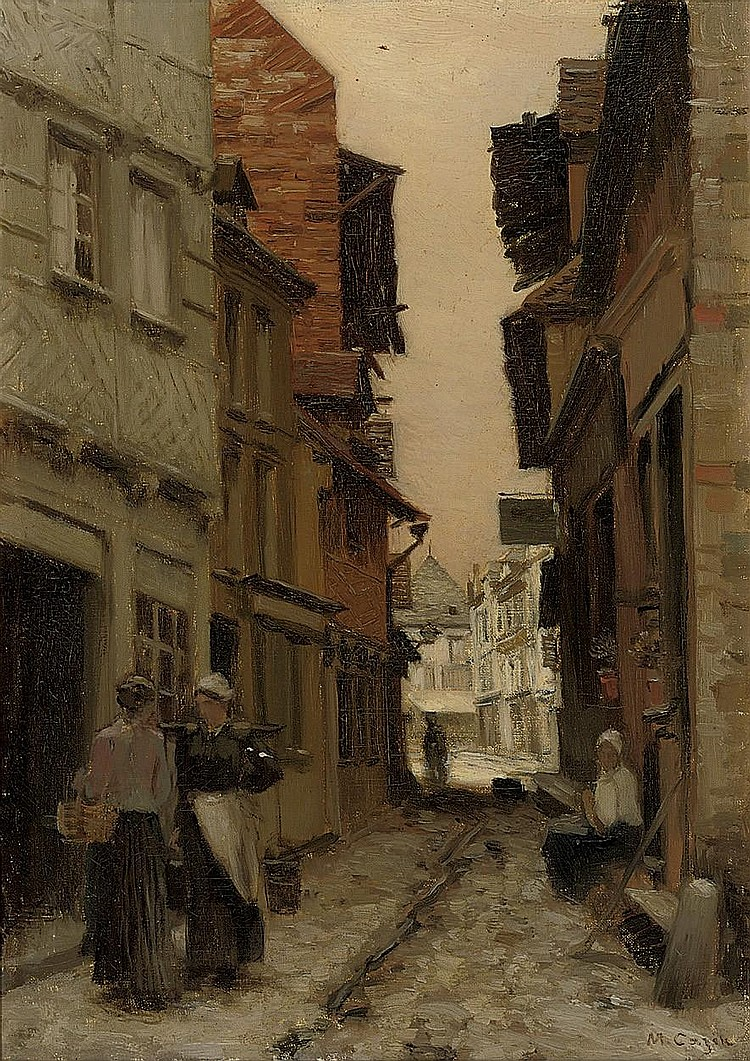
ノルマンディー
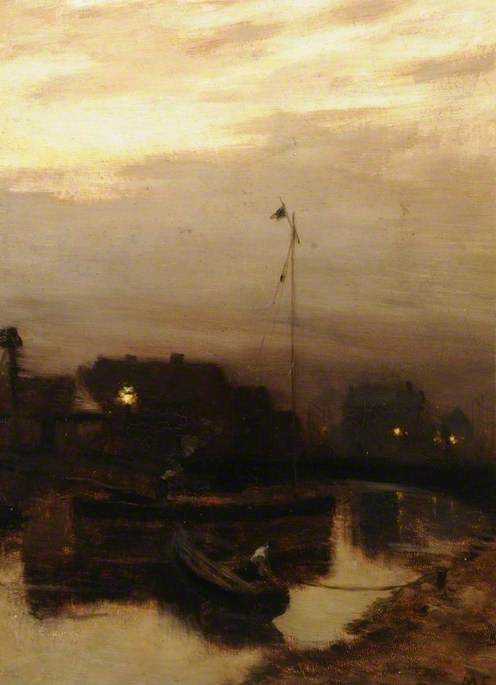
港の夜景 Sheffield Museums Trust
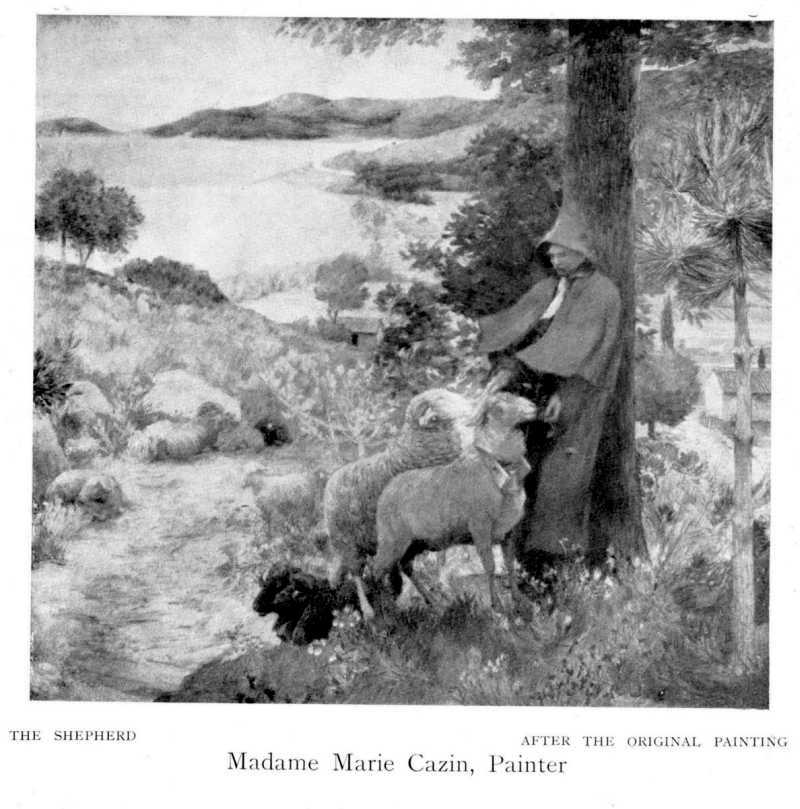
羊飼い 「Women Painters of the World」に収録